# Eucumbene River
Eucumbene River är ett vattendrag i Australien. Det ligger i delstaten New South Wales, i den sydöstra delen av landet, omkring 360 kilometer sydväst om delstatshuvudstaden Sydney.
Trakten runt Eucumbene River består i huvudsak av gräsmarker. Runt Eucumbene River är det mycket glesbefolkat, med 3 invånare per kvadratkilometer. Genomsnittlig årsnederbörd är 1 117 millimeter. Den regnigaste månaden är februari, med i genomsnitt 168 mm nederbörd, och den torraste är juli, med 51 mm nederbörd.